# Paskosaari (ö i Norra Savolax, Norra Savolax, lat 63,43, long 27,71)
Paskosaari är en ö i Finland. Den ligger i sjön Vuorinen och i kommunen Lapinlax i den ekonomiska regionen  Övre Savolax ekonomiska region  och landskapet Norra Savolax, i den centrala delen av landet, 400 km norr om huvudstaden Helsingfors. Öns area är 0,1 hektar och dess största längd är 60 meter i sydväst-nordöstlig riktning.